# Route nationale 10 (Madagaskar)
Route nationale 10 (RN 10) is een nationale weg in Madagaskar van 512 kilometer.  De weg loopt vanaf Andranovory naar Ambovombe aan de zuidkust van het land. De weg doorkruist de regio's Atsimo-Andrefana en Androy.

## Locaties langs de route
Van west naar oost:
- Andranovory - kruising met Route nationale 7 (Toliara - Fianarantsoa - Antananarivo)
- Tameantsoa -  kruising met rivier de Onilahy
- Betioky - Beza Mahafaly reservaat
- Ambatry
- Mahazoarivo - kruising met secundaire weg naar Vohitsara, Akazomateila, Mahafaly en Tsimanampetsotsa nationaal park
- Ejeda - kruising met rivier de Linta
- Manakaralahy - kruising met rivier de Manakaralahy
- Sakoambe
- Ampanihy
- Tranoroa - kruising met rivier de Menarandra
- Andamilamy
- Beloha
- Tsiombe
- Ambondro
- Ambovombe - kruising met Route nationale 13 (Ihosy - Tôlanaro)